# ناتسوها ماتسوموتو
ناتسوها ماتسوموتو (انگلیسی: Natsuha Matsumoto؛ زادهٔ ۳۱ ژوئیهٔ ۱۹۹۵) بازیکن هاکی روی چمن زن اهل ژاپن است.